# Astragalus muelleri
Astragalus muelleri är en ärtväxtart som beskrevs av Ernst Gottlieb von Steudel och Ferdinand von Hochstetter. Astragalus muelleri ingår i släktet vedlar, och familjen ärtväxter. Inga underarter finns listade i Catalogue of Life.